# Storselet (Burträsks socken, Västerbotten, 716974-169408)
Storselet är en sjö i Skellefteå kommun i Västerbotten och ingår i Sävaråns huvudavrinningsområde.